# Rhyparophilus
Rhyparophilus är ett släkte av skalbaggar. Rhyparophilus ingår i familjen vivlar.
Kladogram enligt Catalogue of Life:
| Rhyparophilus | \| \| Rhyparophilus alternans \| \| \| \| |
|               | \| \| Rhyparophilus alternans \| \| \| \| |
|               | Rhyparophilus alternans                   |
|               |                                           |